# Спиридонов, Матвей Филиппович
Матве́й Фили́ппович Спиридо́нов (8 [20] июля 1895, Старые Савруши, Чистопольский уезд, Казанская губерния — 1 мая 1942, Вятлаг, Кировская область) — советский государственный деятель.
Первый председатель областного суда Чувашской АО (1922—1925), первый председатель Главного суда Чувашской АССР (1925—1926), народный комиссар земледелия Чувашской АССР (1927—1928).
В 1937 году репрессирован по делу «чувашской буржуазно-националистической организации».

## Биография
Родился в чувашской семье. С 1911 года учился в Казанской духовной семинарии; с 1917 — в Казанском университете. В 1918—1921 годы служил в РККА.
С 1921 года — на государственных должностях в Чувашии: член Революционного трибунала Чувашской АО (1921 — декабрь 1922), одновременно — заместитель председателя, председатель Военного отдела трибунала.
С 9 декабря 1922 по 2 октября 1926 года — председатель областного суда Чувашской АО (22.9.1925 преобразован в Главный суд Чувашской АССР). Затем — секретарь Центрального исполнительного комитета Чувашской АССР, с апреля 1927 по июль 1928 года — народный комиссар земледелия Чувашской АССР.
В 1928—1929 годы работал ответственным уполномоченным «Татхлебосоюза». В 1929 году был репрессирован: осуждён к одному году исправительно-трудовых работ без лишения свободы. В 1930—1932 годах — редактор Чувашского радиоцентра. Одновременно в 1929—1932 годы учился в Казанском ветеринарно-зоотехническом институте. С 1932 года — аспирант, в 1933—1934 — доцент кафедры организации животноводства Казанского ветеринарного института.
В последующем занимал должности в наркомате земледелия Чувашской АССР: заместителя наркома и начальника животноводческого управления (1934—1936), старшего зоотехника по племенному делу (1936—1937).
15 июля 1937 года был арестован, содержался во внутренней тюрьме НКВД Чувашской АССР. 12 октября 1939 года выездной сессией Судебной коллегии по уголовным делам Верховного Суда РСФСР по обвинению по ст.58 (п.7, п.10 ч.1) УК РСФСР («вёл троцкистскую агитацию») был приговорён к лишению свободы в ИТЛ сроком на 15 лет (с зачётом предварительного заключения с 3.7.1937), с последующим поражением в избирательных правах сроком на 5 лет. Определением Судебной коллегии по уголовным делам Верховного Суда СССР от 20.5.1940 дело было передано на новое рассмотрение, и Особым совещанием при НКВД СССР 10.9.1941 был приговорён к 8 годам лишения свободы в ИТЛ, считая срок с 15.7.1937.
28 марта 1956 года Президиумом Верховного суда Чувашской АССР реабилитирован «за отсутствием … состава преступления».

## Адреса
- Чебоксары, ул. Ленинградская, д. 17, кв. 6[5].